# Cable Creek Bridge

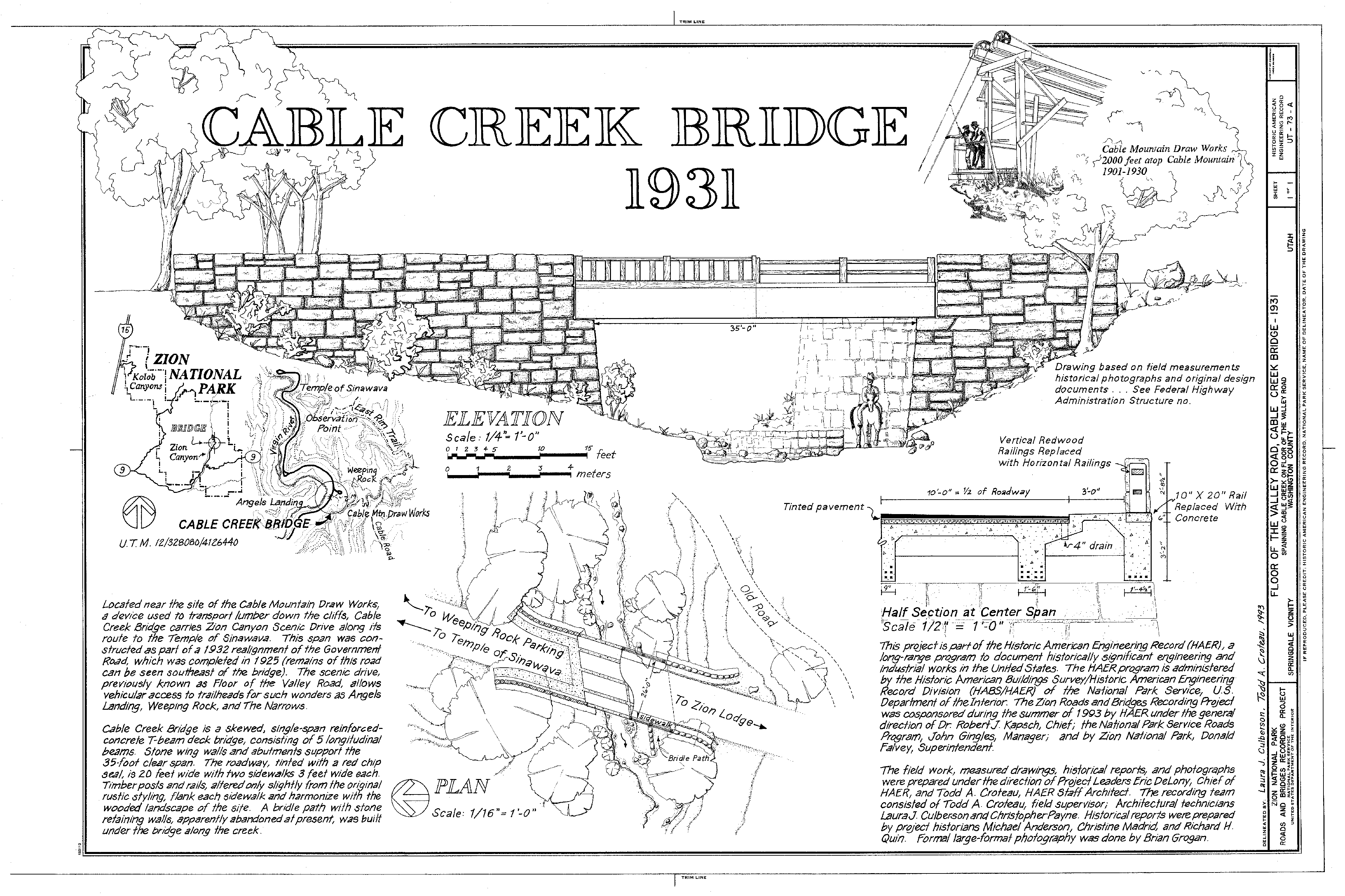
Plan du Cable Creek Bridge.

Le Cable Creek Bridge est un pont classé localisé à l'intérieur du parc national de Zion, au sud-ouest de l'Utah. Le pont est conçu par le département de génie civil du National Park Service dans le style rustique du National Park Service. Il est construit en 1932 par les travailleurs du Civilian Conservation Corps.
Il est classé depuis le 16 février 1996 dans le Registre national des lieux historiques. Le pont est localisé sur la route panoramique du parc dénommée Floor of the Valley Road.